# Гуго I де Клермон
Гуго I де Клермон (фр. Hugues I. de Clermont; ок. 1045 — 1101) — сеньор Клермона-ан-Бовези и Муши. Иногда его называют Гуго де Крейль по названию одного из замков.
Сын Рено I (умер после 1060) и его жены Эрментруды, происхождение которой не выяснено.

## Брак и дети
В 1060 году женился на Маргарите де Рамрю (1045/1050 — после 1103), дочери Хильдуина IV де Мондидье и де Рамрю, и его жены Аделаиды де Руси. 
Дети:
- Рено II, первый граф Клермона;
- Ги (умер в 1119 году);
- Гуго (упоминается в 1099 году);
- Эрментруда, муж — Гуго д’Авранш, первый граф Честер;
- Аделиза (Аликс), муж — граф Жильбер Фиц-Ричард де Клер;
- Маргарита, муж — Жерарр де Жерберуа;
- Рихильда, муж — Дрё I, сир де Мелло;
- Беатриса, дама половины Люзарша, муж — Матьё I, граф де Бомон-сюр-Уаз.